# Mapiri (gemeente)
Mapiri is een gemeente (municipio) in de Boliviaanse provincie Larecaja in het departement La Paz. De gemeente telt naar schatting 14.673 inwoners (2018). De hoofdplaats is Mapiri.